# Südstadt-Bult
Südstadt-Bult ([zyːtʃtat bʊlt] ) ist der 7. und mit 7,17 Quadratkilometern der flächenmäßig kleinste Stadtbezirk in der niedersächsischen Landeshauptstadt Hannover. Er hat 44.341 Einwohner (23.290 Frauen und 21.051 Männer) und besteht aus den Stadtteilen Südstadt (41.084 Einwohner) und Bult (3.257 Einwohner) (Stand: 31. Dezember 2022).

## Südstadt
Die Südstadt wird begrenzt im Westen durch die Leine (überquert von der Schwienbrücke), die Willy-Brandt-Allee und die Berliner Allee, im Norden durch das Arthur-Menge-Ufer, den Friedrichswall, den Aegidientorplatz, die Marienstraße und – zwischen Marienstraße und Eisenbahn – durch die Berliner Allee, im Osten durch die Eisenbahnstrecke Hannover–Göttingen und im Süden durch die südliche Grenze des Stadtfriedhofs Engesohde und die nördliche Grenze des Stadtwaldes Eilenriede. Ein großer Teil des Maschsees liegt im Stadtteil. Außerdem befinden sich hier die Niedersächsische Staatskanzlei, das Sprengel-Museum, das Landesmuseum, die Stadtbibliothek, das NDR-Landesfunkhaus, das Landesstudio des ZDF und die Gilde Brauerei. In der Südstadt befindet sich die ehemalige Feuer- und Rettungswache 3 der hannoverschen Berufsfeuerwehr.
Bedeutende Kirchen sind die katholische St.-Heinrich-Kirche und die evangelischen Kirchen Nazareth, Bugenhagen und Paulus. Die drei Kirchengemeinden Paulus, Athanasius und Nazareth sind seit dem 1. Januar 2009 zu einer Gemeinde vereinigt. Die Athanasiuskirche wurde entwidmet. Im Stadtteil liegt die Bischofskanzlei, der Amtssitz  des Landesbischofs der Evangelisch-lutherischen Landeskirche Hannovers. Weitere Kirchen sind die St.-Petri-Kirche und die 1887 eingeweihte Bethlehemskapelle der Selbständigen evangelisch-lutherischen Kirche sowie die katholische Herz-Jesu-Kapelle der Congregatio Jesu und das Gemeindehaus der Adventgemeinde Hannover-Süd.

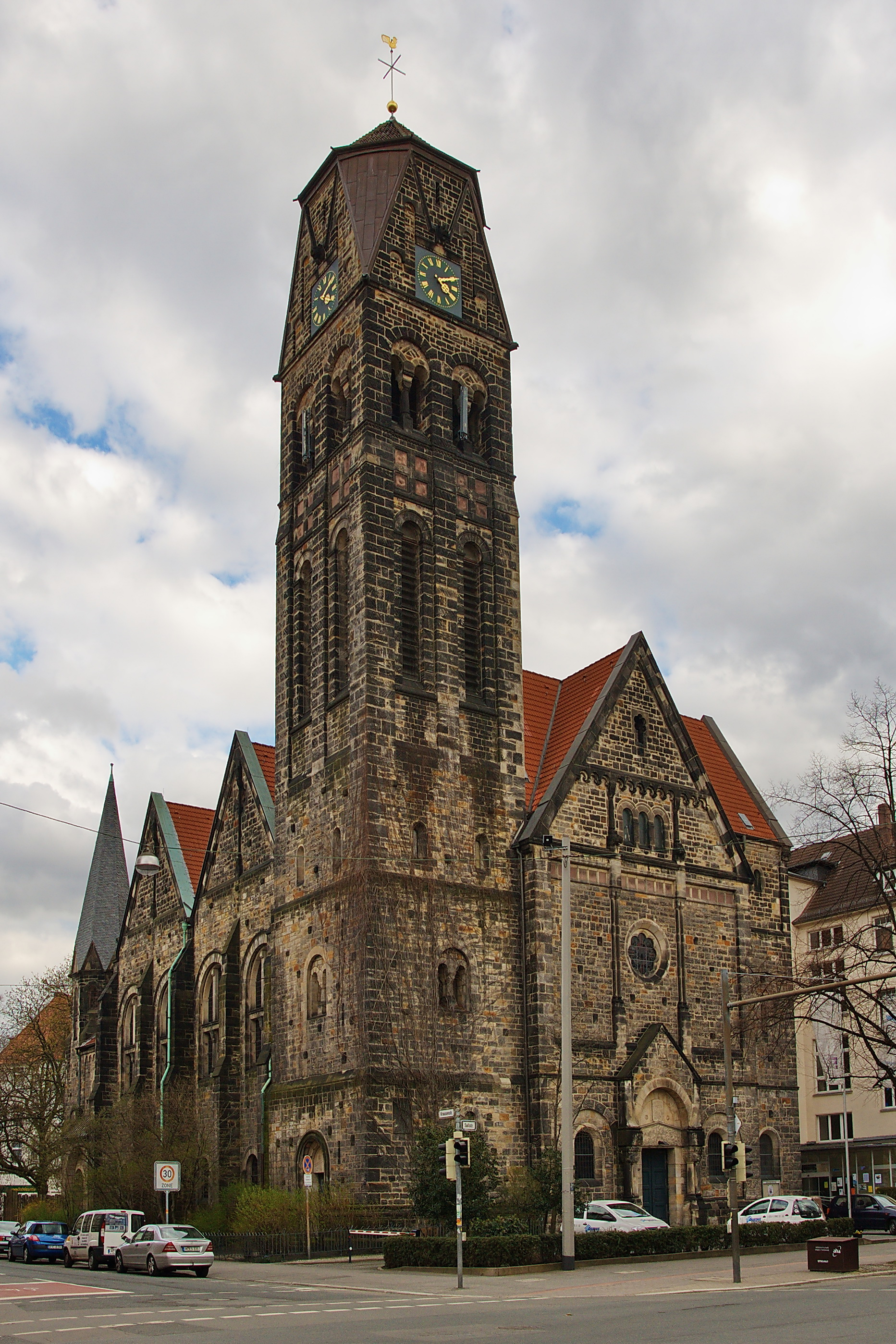
Ev. Nazarethkirche von 1907

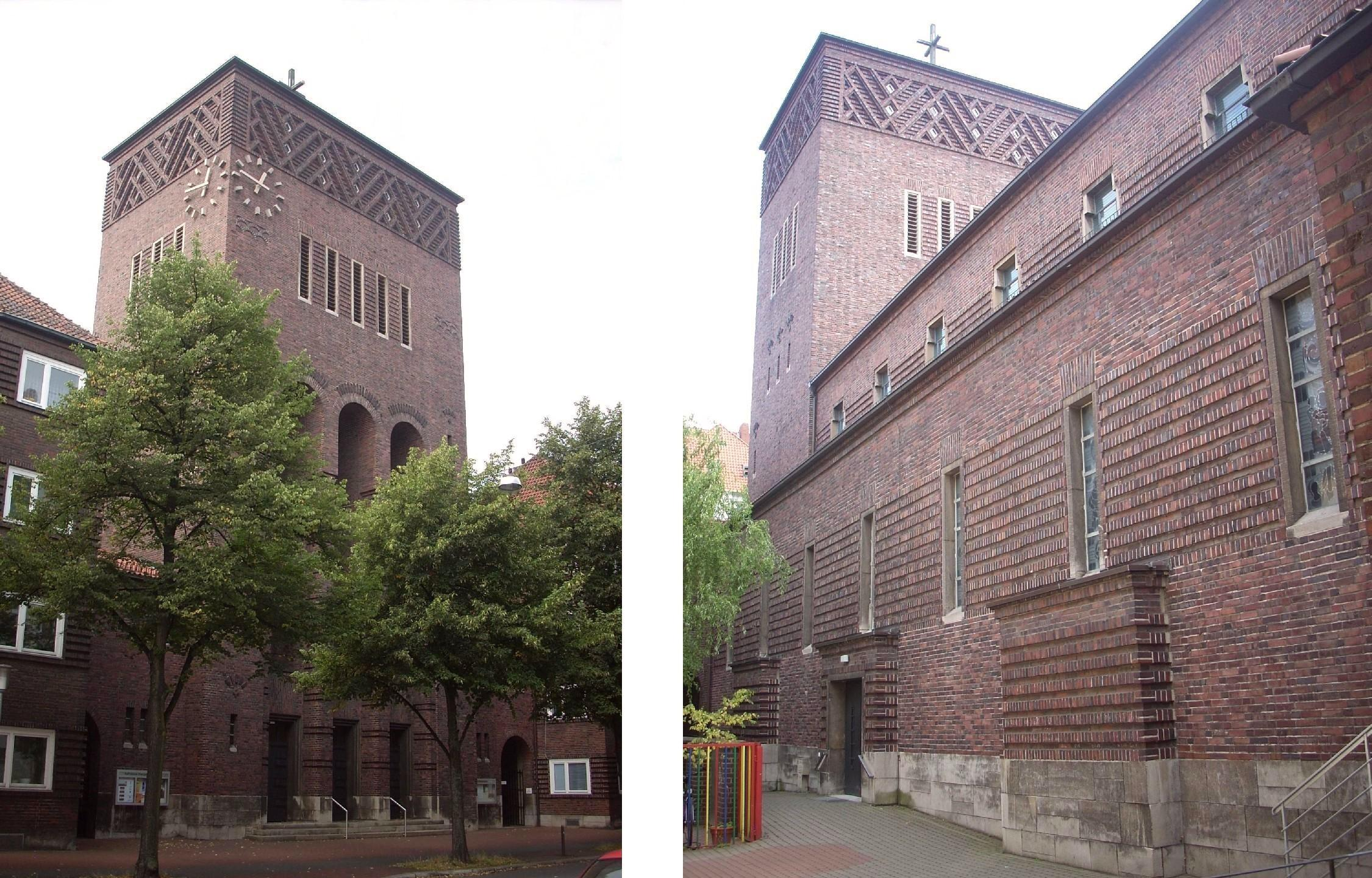
Kath. St.-Heinrich-Kirche von 1929

An der Marienstraße befindet sich das Krankenhaus Henriettenstift. In der Bismarckstraße befand sich bis 2004 das Institut für Erziehungswissenschaften (bis 1978 Pädagogische Hochschule) der Universität Hannover, das eine der größten Ausbildungsstätten für Grund-, Haupt-, Real- und Sonderschullehrer in Niedersachsen war. 2004 erfolgte die Verlegung der Grund-, Haupt- und Realschullehrerausbildung an die Universität Hildesheim. Mit Ende des Sommersemesters 2007 zog die verbliebene Sonderpädagogenausbildung in neue Räumlichkeiten am Königsworther Platz um. Derzeit versucht das Land Niedersachsen das historische Gebäude zu vermarkten, es wird aber auch von der Hochschule Hannover genutzt.
In der Südstadt gibt es die größte Zahl an Schulen in Hannover, darunter fünf Gymnasien: Elsa-Brändström-Schule, Bismarckschule, Tellkampfschule, St.-Ursula-Schule und Wilhelm-Raabe-Schule, sowie die IGS Südstadt, das Montessori Bildungshaus Hannover (Kita, Grundschule und IGS) und die Freie Waldorfschule Hannover-Maschsee als Gesamtschule und die folgenden Realschulen (teilweise mit angegliederten Grund- oder Hauptschulen): Bertha-von Suttner Haupt- und Realschule, Südstadtschule (bis 2009 Peter-Petersen-Schule), Ludwig-Windthorst-Schule, eine Oberschule; außerdem mehrere Berufsschulen.
Die Südstadt gilt traditionell als bürgerliches Viertel und in der Nachkriegszeit als Beamtenviertel. In den 1980er Jahren überalterte der Stadtteil und wurde teilweise zum Beamten-Witwen-Viertel. Durch die wieder zunehmende Attraktivität innenstadtnaher Stadtteile zogen seitdem verstärkt junge Leute und Familien aus bürgerlichen Schichten in die Südstadt, so dass der Anteil der jüngeren Bevölkerung angestiegen ist. Heute leben hier viele junge Menschen und (junge) bürgerliche Familien mit oder ohne Nachwuchs, was auch mit der Tatsache zusammenhängt, dass es hier die größte Konzentration an Schulen in ganz Hannover gibt; der Anteil der älteren Bevölkerung liegt mittlerweile unter dem Durchschnittswert der Stadt Hannover. Die Südstadt gilt als der kinderreichste Stadtteil der Landeshauptstadt. Ein Freizeitangebot für Kinder und Jugendliche findet sich zum Beispiel im Haus der Jugend oder im Spielpark Tiefenriede, direkt am Rand der Eilenriede.
In der Südstadt liegt zwischen der „Alten Döhrener Straße“ und dem Maschsee der Engesohder Friedhof (1861), auf dem viele Honoratioren der Stadt ihre letzte Ruhe gefunden haben. Der Name erinnert an das aufgegebene Dorf (Wüstung) Engesohde.

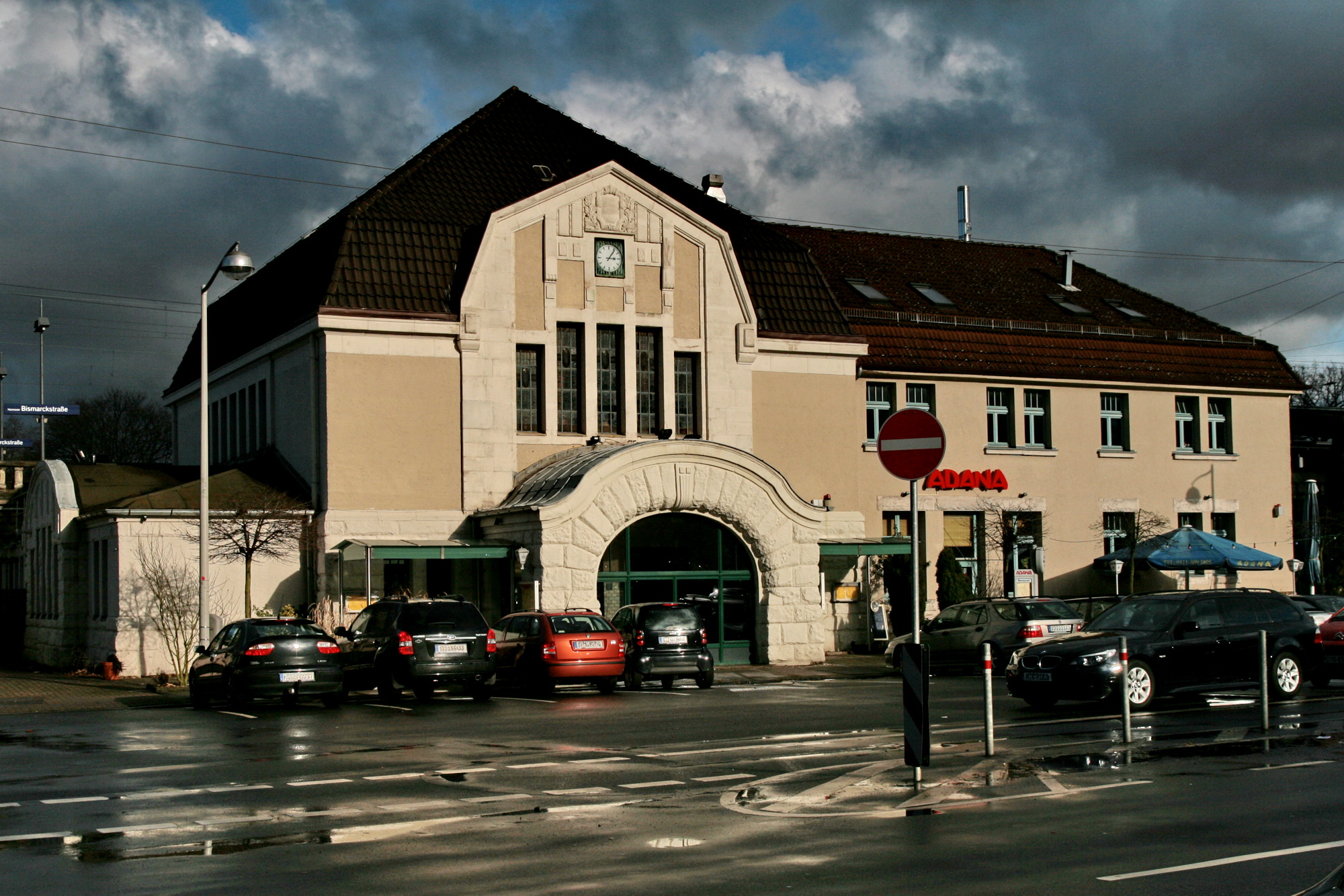
Bahnhof Bismarckstraße

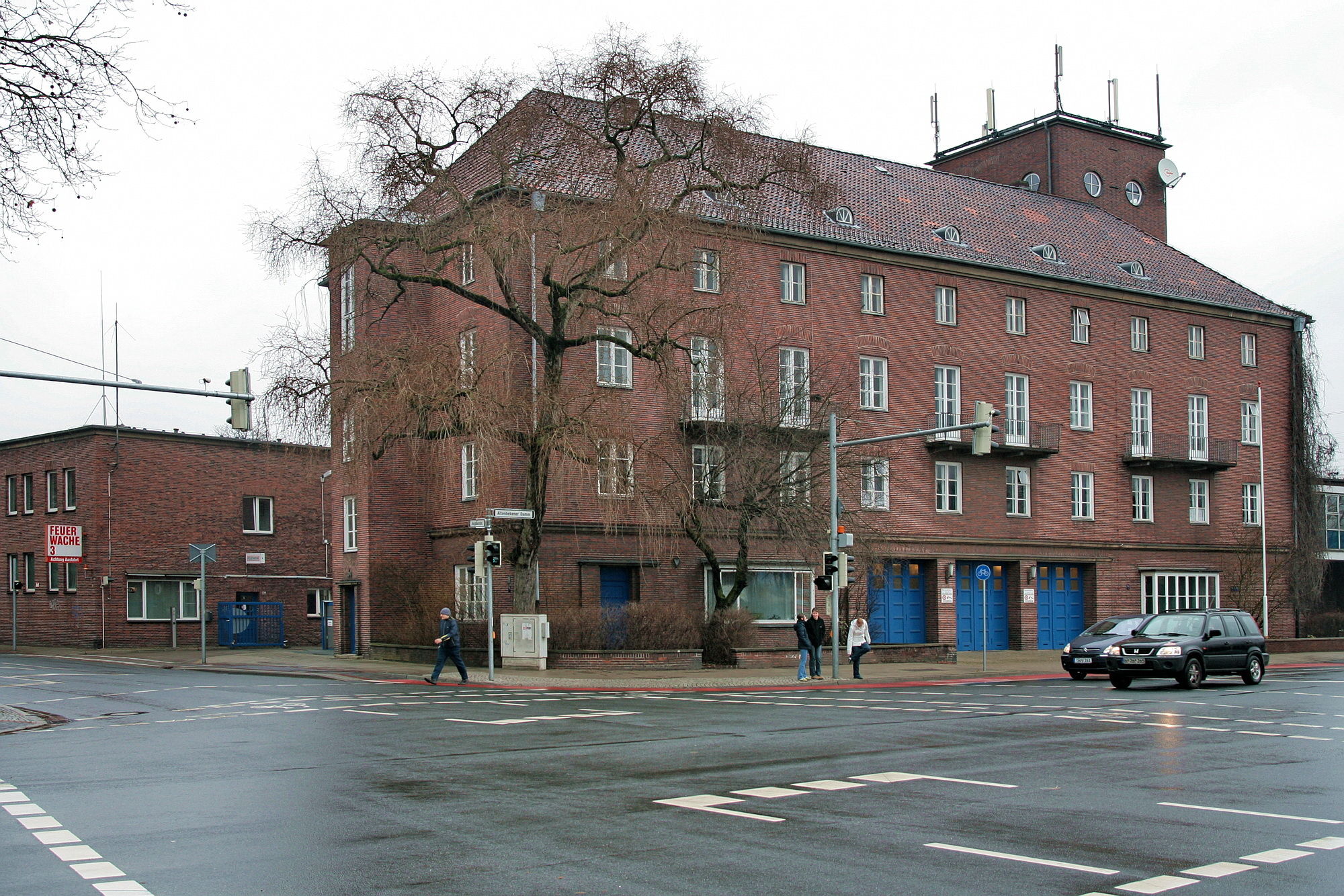
Ehemalige Feuerwache 3 am Altenbekener Damm

An der Bahnstrecke Hannover–Altenbeken liegt der von der S-Bahn bediente Bahnhof Hannover Bismarckstraße. Unter der die Südstadt nach Norden begrenzenden Marienstraße und unter der Hildesheimer Straße verkehren mehrere Stadtbahnlinien, die während großer Messen um weitere Linien verstärkt werden.
Die wichtigsten Straßen für den Autoverkehr sind die Hildesheimer Straße (in Nord-Süd-Richtung) und der Altenbekener Damm (Ost-West), die den Stadtbezirk mittig durchteilen. Hildesheimer Straße, Sallstraße und Marienstraße sind zugleich bedeutende Einkaufs- und Geschäftsstraßen der Stadt Hannover.
In der Maschstraße an der Grenze der Südstadt zur Innenstadt befindet sich Hannovers traditionell größter Sportverein, der TK Hannover, der auch heute noch mit ca. 4.500 Aktiven, darunter zahlreichen Leistungssportlern, in ca. fünfzig Sportarten in Hannover führend ist. Der RSV Hannover, traditionell ein Eisenbahner-Sportverein, ist ein weiterer der sehr großen und traditionsreichen Sportvereine der Stadt; er hat seine vereinseigenen Hallen an der Straße „Am Südbahnhof“. Der große Fußballverein der Südstadt ist der VfL Eintracht Hannover, der ausgedehnte Sportplätze an der Hildesheimer Straße hat. Der HTTC Hannover ist ein reiner Tischtennisverein, der in der Grundschule Tiefenriede an der Stresemannallee zuhause ist.

### Geschichte

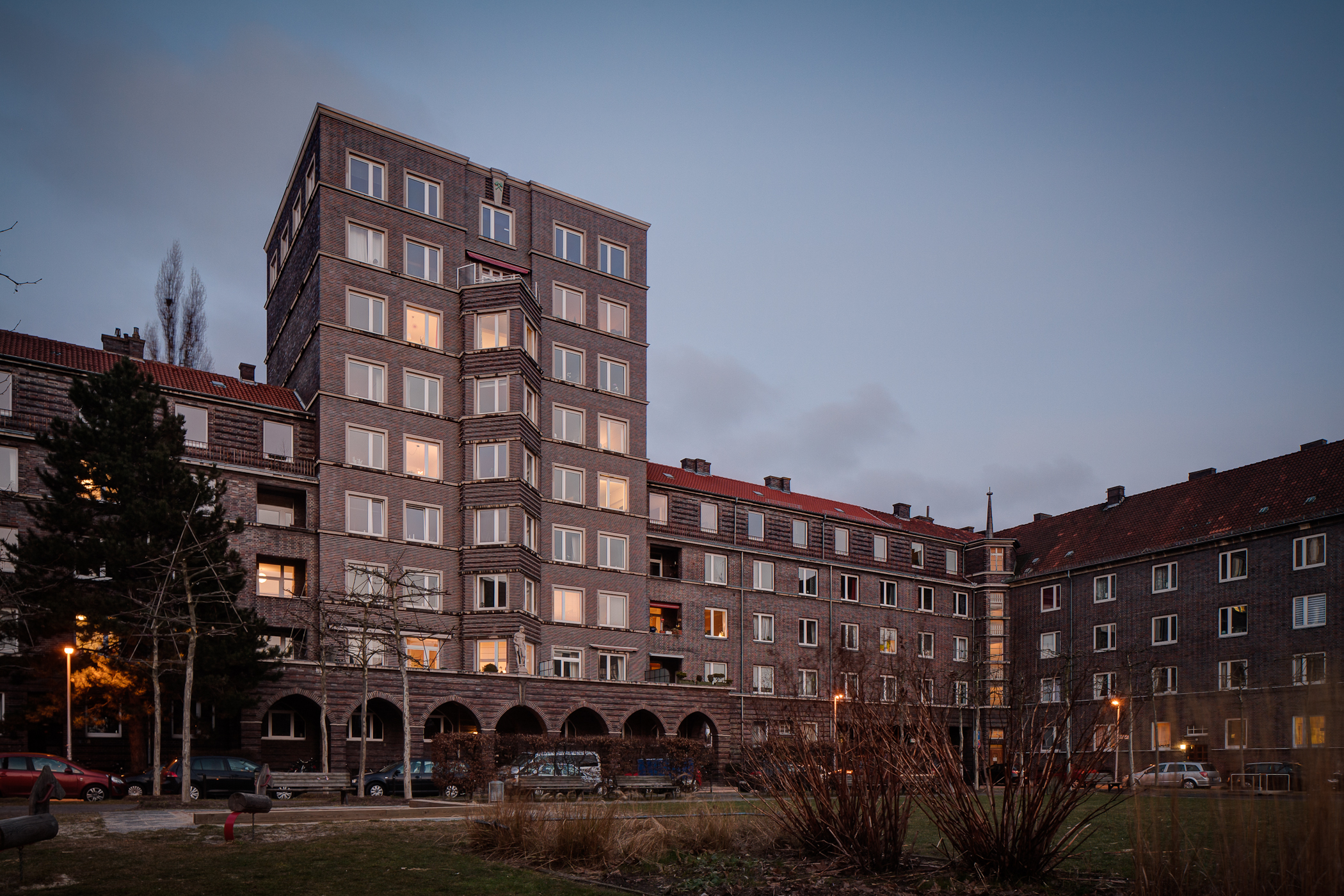
Hochhaus Glückauf, Beispiel für die Südstadt-typischen Klinkerbauten aus den 1920er und 1930er Jahren

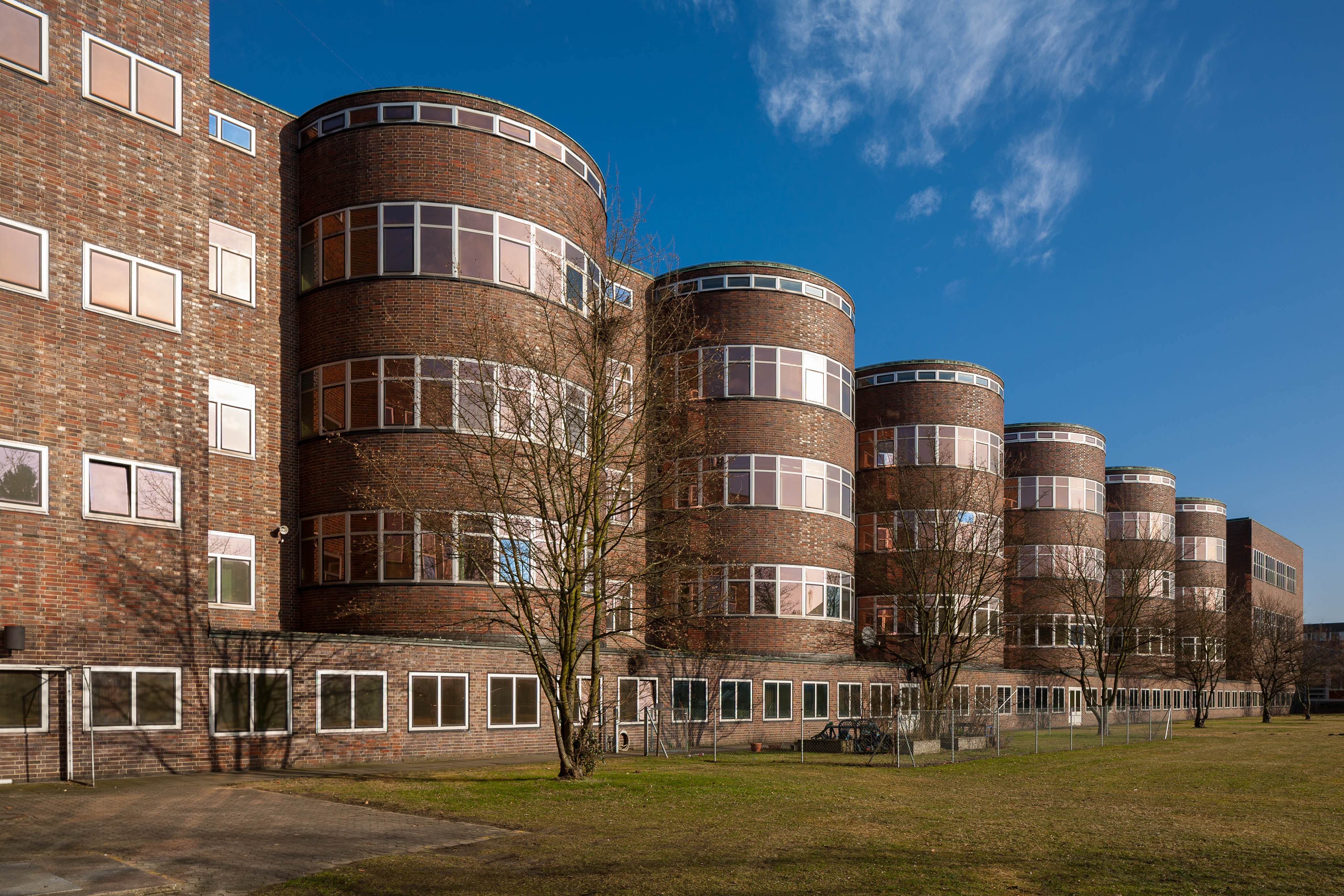
Akademiegebäude der Pädagogischen Hochschule mit den typischen Seminarrundbauten

Große Teile der Südstadt wurden ab Mitte der 1920er Jahre geplant und gebaut und in den 1930er Jahren fertiggestellt. Solche Großsiedlungen für Familien waren Teil des sozialen Wohnungsbaus der Weimarer Republik, der Alternativen zu den schlechten Lebensbedingungen in den Altbauten der Innenstadt schaffen und den Wohnungsmangel lindern sollte. In der Südstadt sind in dieser Zeit viele Straßenzüge mit vier- bis fünfstöckigen Mehrfamilienhäusern in Klinkerbauweise entstanden. Städtebaulich herausragend ist darunter das Hochhaus Glückauf am Geibelplatz 5. An der Planung und Ausführung waren auch die während der NS-Zeit dem Regime nahestehenden Architekten Fritz Höger und Karl Elkart beteiligt. Höger entwarf das Wohnhochhaus in der Oesterleystraße 5 von 1928. Karl Elkart arbeitete zwischen 1929 und 1931 an der Stadtbibliothek Hannover in der Hildesheimer Straße und an der Volksschule (später: Heinrich-Heine-Schule, heute: Bertha-von-Suttner-Schule) am Altenbekener Damm mit. Er war zu der Zeit Stadtbaurat und an Deportationen von Juden, Zwangsumsiedlungen und sogenannten „Arisierungen“ von Kunst- und Kulturgütern beteiligt. Nach einer jahrelangen Diskussion wurde im Januar 2015 die seit 1960 nach Karl Elkart benannte Elkartallee in Hilde-Schneider-Allee umbenannt.

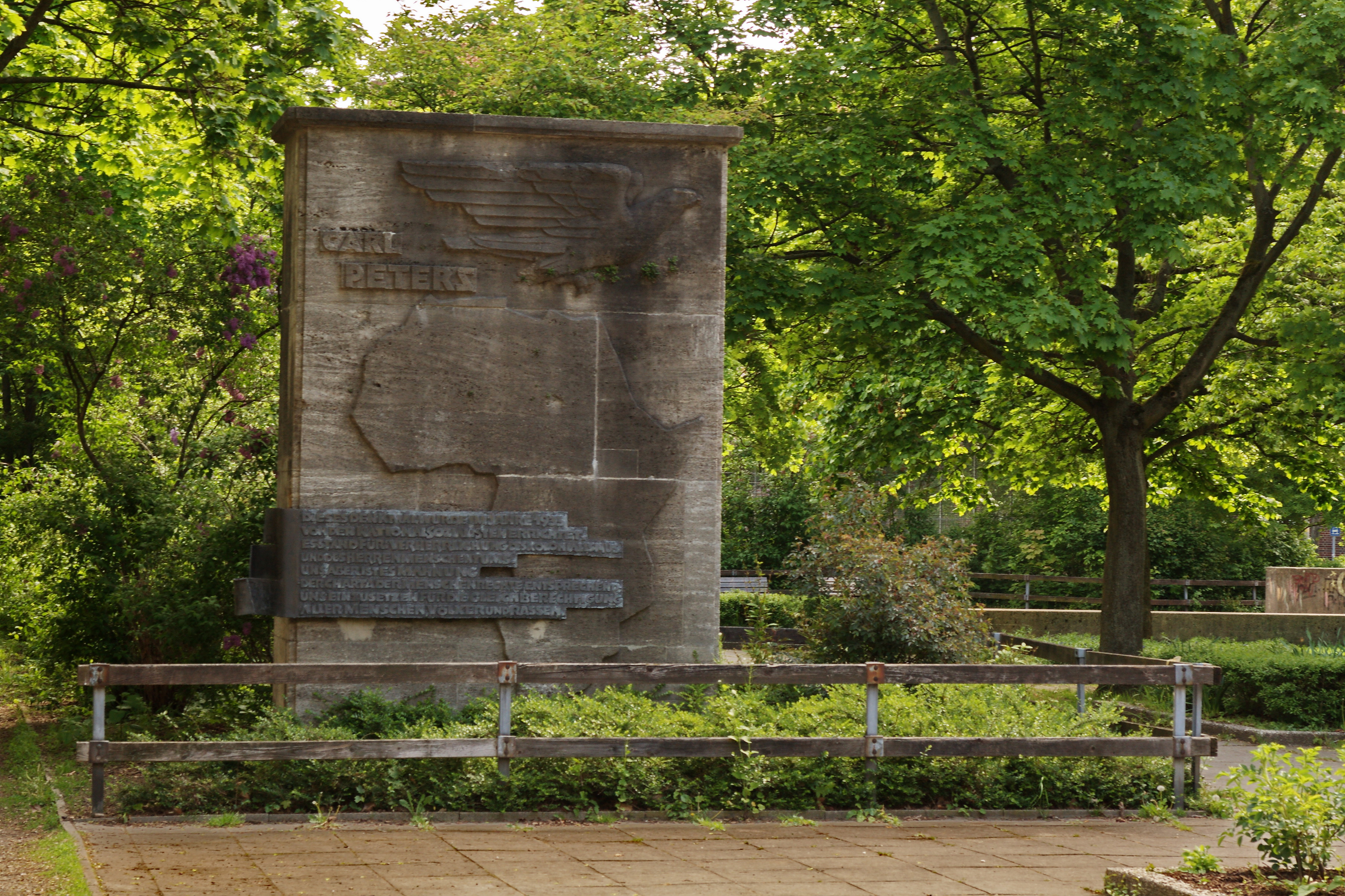
Carl-Peters-Denkmal am Bertha-von-Suttner-Platz (2010)

Auch andere Straßennamen in diesem Viertel waren umstritten: Der heutige Bertha-von-Suttner-Platz war bei seiner Entstehung 1916 nach Carl Peters benannt. Nach etwa zwanzigjährigen Auseinandersetzungen wurde er 1994 umbenannt. Das Peters gewidmete Denkmal auf dem Platz ist erhalten und wurde mit einer zusätzlichen Tafel kommentiert. Mit der Wißmann- und der Nachtigalstraße waren weitere Straßen nach den deutschen Kolonialisten Hermann von Wissmann und Gustav Nachtigal benannt. Sie wurden 2009 umgewidmet und nach Herrmann Wißmann, einem von den Nazis ermordeten KPD-Mitglied, bzw. nach dem Dichter Johann Karl Christoph Nachtigal benannt. Die ebenfalls auf den Platz mündende Sohnreystraße wurde im September 2016 in Lola-Fischel-Straße umbenannt und würdigt damit eine Auschwitz-Überlebende, die sich für christlich-jüdische Verständigung eingesetzt hat.
Ab 1929 entstand an der Bismarckstraße das Akademiegebäude Bismarckstraße für die Pädagogische Akademie, die 1934 ihren Betrieb aufnahm. Die heutige Bebauung der Südstadt ist eine Mischung aus teilweise sanierten Gebäuden der 1920er und 1930er, von denen einige nach der großflächigen Zerstörung im Zweiten Weltkrieg wieder aufgebaut wurden, sowie der 1950er und 1960er Jahre mit Ergänzungen in neuer Zeit, wobei sich anhand der äußeren Fassaden das ursprüngliche Baujahr oft nicht immer erkennen lässt. Im Zusammenhang mit der Sanierung von Gebäuden kam es seit den 1950er Jahren immer wieder zu politischen Auseinandersetzungen wegen der daraus folgenden Mieterhöhungen.

## Bult

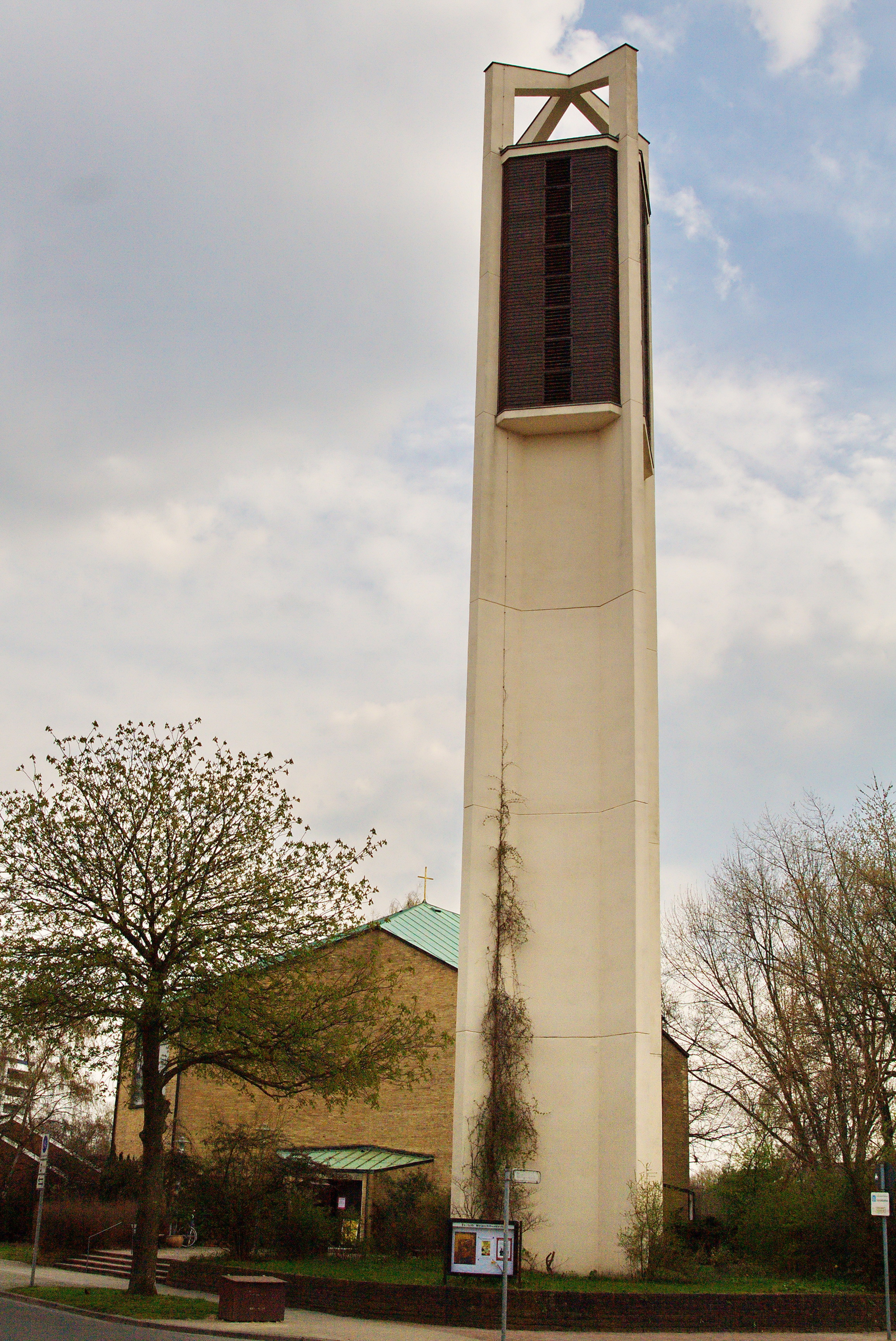
Melanchthonkirche im Stadtteil Bult

Im Osten des Stadtbezirks befindet sich der Stadtteil Bult, abgeleitet von dem niederdeutschen Wort „Bulte“, ein Begriff für einen Hügel. Er grenzt an die Eilenriede. In diesem Stadtteil befinden sich die Tierärztliche Hochschule Hannover, mehrere gutbürgerliche Reihenhaussiedlungen und das Stadion Bischofshol, jetzt Rudolf-Kalweit-Stadion, des SV Arminia Hannover. Im Stadtteil Bult hat der 1926 gegründete Postsportverein Hannover seinen Sitz.
Von 1906 bis 1970 befand sich hier die Galopprennbahn „Große Bult“, die wegen einer geplanten Gewerbeansiedlung nach Langenhagen verlegt wurde (siehe Neue Bult). Auf dem Gelände stehen heute u. a. das Kinderkrankenhaus auf der Bult und der Hiroshima-Hain. Im Nordwesten befindet sich der Braunschweiger Platz.
Ein großer Teil der heute „Alte Bult“ genannten Fläche ist als Landschaftsschutzgebiet ausgewiesen und inzwischen von Sandmagerrasen geprägt, der zu den besonders geschützten Biotopen zählt. Darüber hinaus bieten Borstgrasrasen und mittelfeuchte Grünlandbereiche wichtige Lebensräume für Pflanzen und Tiere. So konnten sich seltene Arten von Heuschrecken und Kolonien von Wildbienen ansiedeln. Auch die Verbindung des Geländes mit dem unmittelbar südlich angrenzenden Stadtwald Eilenriede ist von großer Bedeutung für die im Wald lebenden Tiere, denn für Fledermäuse und Vögel ist die „Alte Bult“ ein wichtiger Nahrungslieferant.

## Bezirksrat
Der Stadtbezirksrat Südstadt-Bult besteht aus 21 hierfür gewählten Mitgliedern. Der Bezirksrat tagt etwa neunmal im Jahr öffentlich, in der Regel im Kulturzentrum Athanasius. Die Sitzverteilung, die Mitglieder des Stadtbezirksrates und ihre Erreichbarkeit sind auf der Webseite Hannover.de dargestellt.
Die Stadt Hannover hat in ihrer Hauptsatzung von der Möglichkeit des Niedersächsischen Kommunalverfassungsgesetzes Gebrauch gemacht, dass die Mitglieder des Rates, deren Wahlbereich ganz oder teilweise im jeweiligen Stadtbezirk liegt oder die dort wohnen, dem Stadtbezirksrat mit beratender Stimme angehören.
In seiner konstituierenden Sitzung am 18. November 2021 wählte der für eine Wahlperiode von fünf Jahren gewählte Bezirksrat den 65-jährigen Ekkehard Meese (Grüne) zum Bezirksbürgermeister und Lothar Pollähne (SPD) zum stellvertretenden Bezirksbürgermeister. Beide Wahlen erfolgten einstimmig. Lothar Pollähne (SPD) hatte das Amt des Bezirksbürgermeisters 15 Jahre lang ausgeübt und erhielt bei den Wahlen 2021 mit 3303 Stimmen das beste Ergebnis von allen Kandidaten für die Bezirksräte in Hannover. In einem Koalitionsvertrag zwischen den Grünen und der SPD wurde vereinbart, dass der nach dem Wahlergebnis von 2021 stärksten Fraktion das Amt des Bezirksbürgermeisters zufällt.
Wahl 2021
Bei der Kommunalwahl vom 12. September 2021 verdrängten Bündnis 90/Die Grünen die SPD als stärkste Partei und erhielten 7 Sitze, die SPD nur noch 6 Sitze. Die CDU bekam 4 Sitze und die FDP zwei Sitze. Die Linke und Die PARTEI erreichten je einen Sitz. Von den 21 gewählten Mitgliedern des Bezirksrates sind zehn Frauen (SPD und Grüne je drei, CDU, FDP, Linke und PARTEI je eine).
Wahl 2016
Bei der Kommunalwahl vom 11. September 2016 wurde die SPD mit 34,2 % der Stimmen (7 Sitze) wieder die stärkste Partei im Stadtbezirk. Zweitstärkste Partei ist die CDU mit 24,6 % (5 Sitze). Die Grünen wurden mit 20,7 % (4 Sitze) drittstärkste Partei. Die AfD erhielt 6,3 % (2 Sitze), die Linke 5,8 % (1 Sitz), die FDP 5,7 % (1 Sitz) und die Piraten 2,1 % (1 Sitz).

## Bevölkerungsentwicklung

Einwohnerentwicklung im Stadtbezirk

| Entwicklung der Bevölkerungszahl seit 2011 | Entwicklung der Bevölkerungszahl seit 2011 | Entwicklung der Bevölkerungszahl seit 2011 | Entwicklung der Bevölkerungszahl seit 2011 | Entwicklung der Bevölkerungszahl seit 2011 |
| ------------------------------------------ | ------------------------------------------ | ------------------------------------------ | ------------------------------------------ | ------------------------------------------ |
| Jahr                                       | Bult                                       | Südstadt                                   | Gesamt                                     |                                            |
| 2011                                       | 2.994                                      | 39.108                                     | 42.102                                     |                                            |
| 2012                                       | 2.969                                      | 39.250                                     | 42.219                                     |                                            |
| 2013                                       | 2.988                                      | 39.451                                     | 42.439                                     |                                            |
| 2014                                       | 3.037                                      | 39.622                                     | 42.659                                     |                                            |
| 2015                                       | 3.090                                      | 40.036                                     | 43.126                                     |                                            |
| 2016                                       | 3.074                                      | 40.221                                     | 43.295                                     |                                            |
| 2017                                       | 3.109                                      | 40.010                                     | 43.119                                     |                                            |
| 2018                                       | 3.156                                      | 40.313                                     | 43.469                                     |                                            |
| 2019                                       | 3.102                                      | 40.438                                     | 43.540                                     |                                            |
| 2020                                       | 3.155                                      | 40.675                                     | 43.830                                     |                                            |

## Persönlichkeiten
- Heinrich Tieste (1815–1882), seit 1843 Wundarzt und Geburtshelfer in Hannover. 1919 wurde die Tiestestraße nach ihm benannt.[24]
- Johannes Brahms (1833–1897), Komponist, lebte im Winter 1853/54 im Haus Papenstieg 4
- Hermann Löns (1866–1914), Journalist und Schriftsteller, lebte 1902–1907 in der Straße Am Bokemahle Nr. 8 (früher 10A) (Gedenktafel).
- Hermann Dettmer (1867–1934), Lehrer und Organist, Lehrer an der Leibnizschule Hannover[25]
- Johann Jakob Brammer (1885–1966), evangelischer Pastor, 1929–1949 Pfarrer an der Nazarethkirche.[26]
- Theodor Lessing (1892–1933), Philosoph und Publizist, lebte – außer unter anderen hannoverschen Adressen – in der Hildesheimer Straße 17 (heute 20), der Stolzestraße 12a (heute 26 mit Gedenktafel), der Heinrich-Stamme-Straße 4 und der Stolzestraße 47.
- Werner Kraft (1896–1991), Bibliothekar, Literaturwissenschaftler und Schriftsteller, lebte 1928–1933 mit seiner Familie in der Tiestestraße 39 (damals Nr. 19)
- Karl Krolow (1915–1999), Schriftsteller, wuchs in der Bandelstraße 41 (Ecke Sallstraße) auf
- Dietrich Kittner (1935–2013), Satiriker und Kabarettist, betrieb seit 1975 im Hochparterre seines Wohnhauses am Bischofsholer Damm sein „Theater an der Bult (tab)“, den Vorläufer des heutigen „TAK, Theater am Küchengarten“.
- Thomas Hermann (1958), Ratsherr seit 2001, erster Bürgermeister der Stadt Hannover seit 2014, Vorsitzender des Rates der Stadt Hannover 2014 bis 2021.